# Curt Valentin

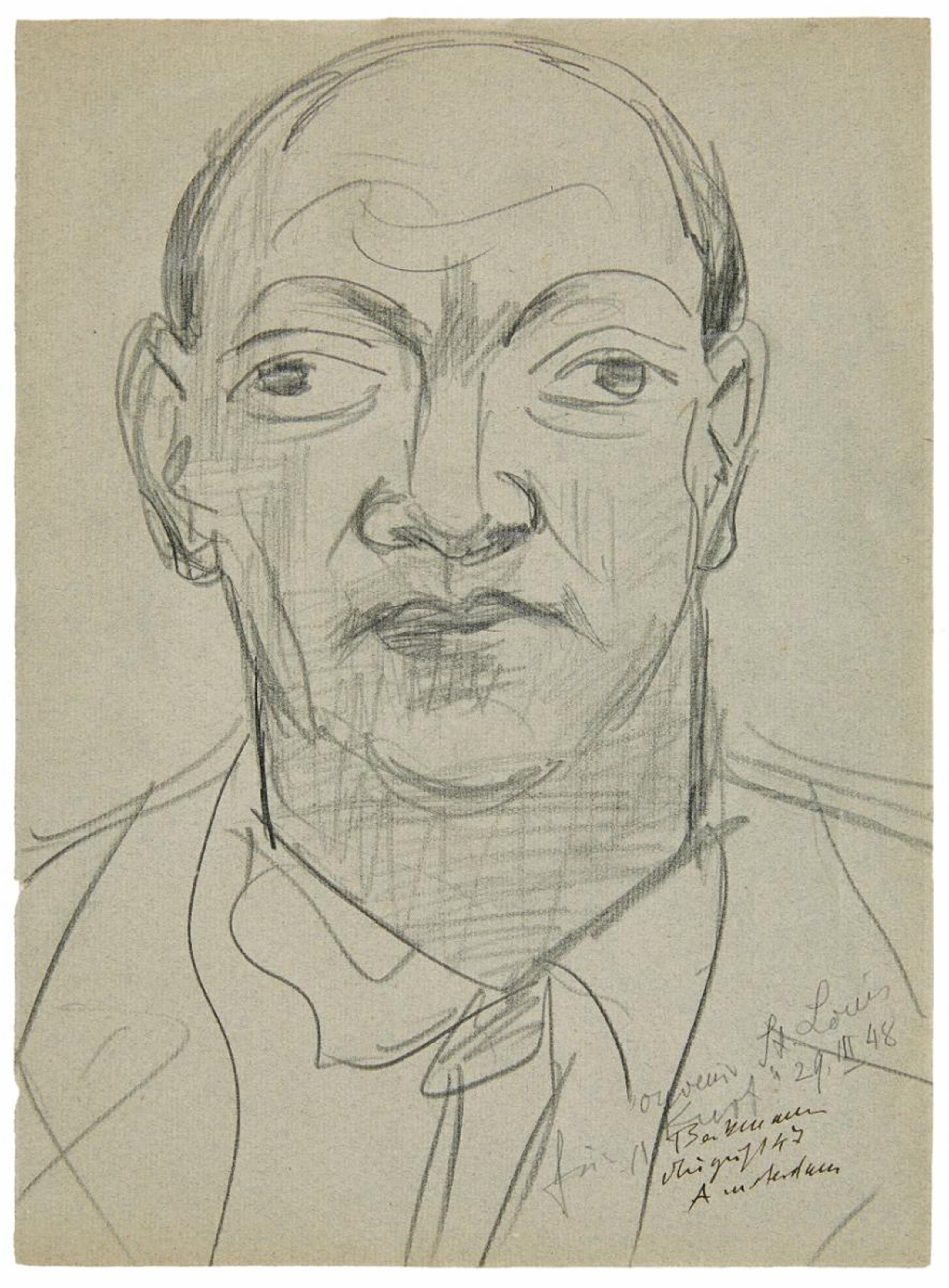
Max Beckmann: Portrait Curt Valentin, Zeichnung, um 1946–1947

Curt Valentin (* 5. Oktober 1902 in Hamburg; † 19. August 1954 in Forte dei Marmi, Italien) war ein deutsch-amerikanischer Kunsthändler und Herausgeber. Er handelte mit moderner Kunst, insbesondere mit Skulpturen. Als Emigrant aus dem nationalsozialistischen Deutschland eröffnete er 1937 die Buchholz Gallery Curt Valentin in New York City, in der er mit Genehmigung der deutschen Behörden mit Werken der „entarteten Kunst“ handelte. Ab 1951 firmierte die Galerie unter Curt Valentin Gallery.

## Leben und Wirken

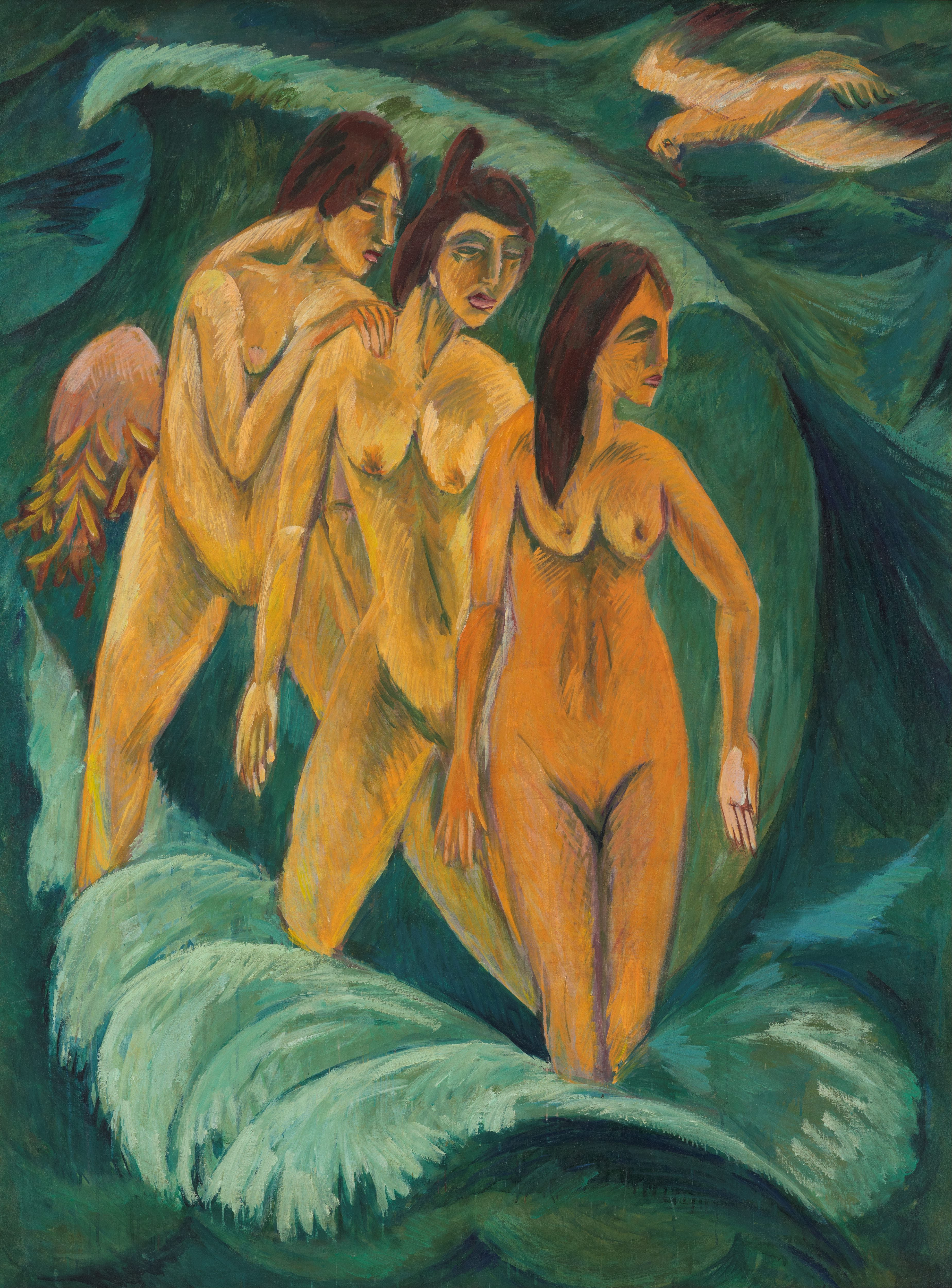
Ernst Ludwig Kirchner: Drei Badende, 1913. (1939?/1951–1955 im Besitz von Curt Valentins Galerie)

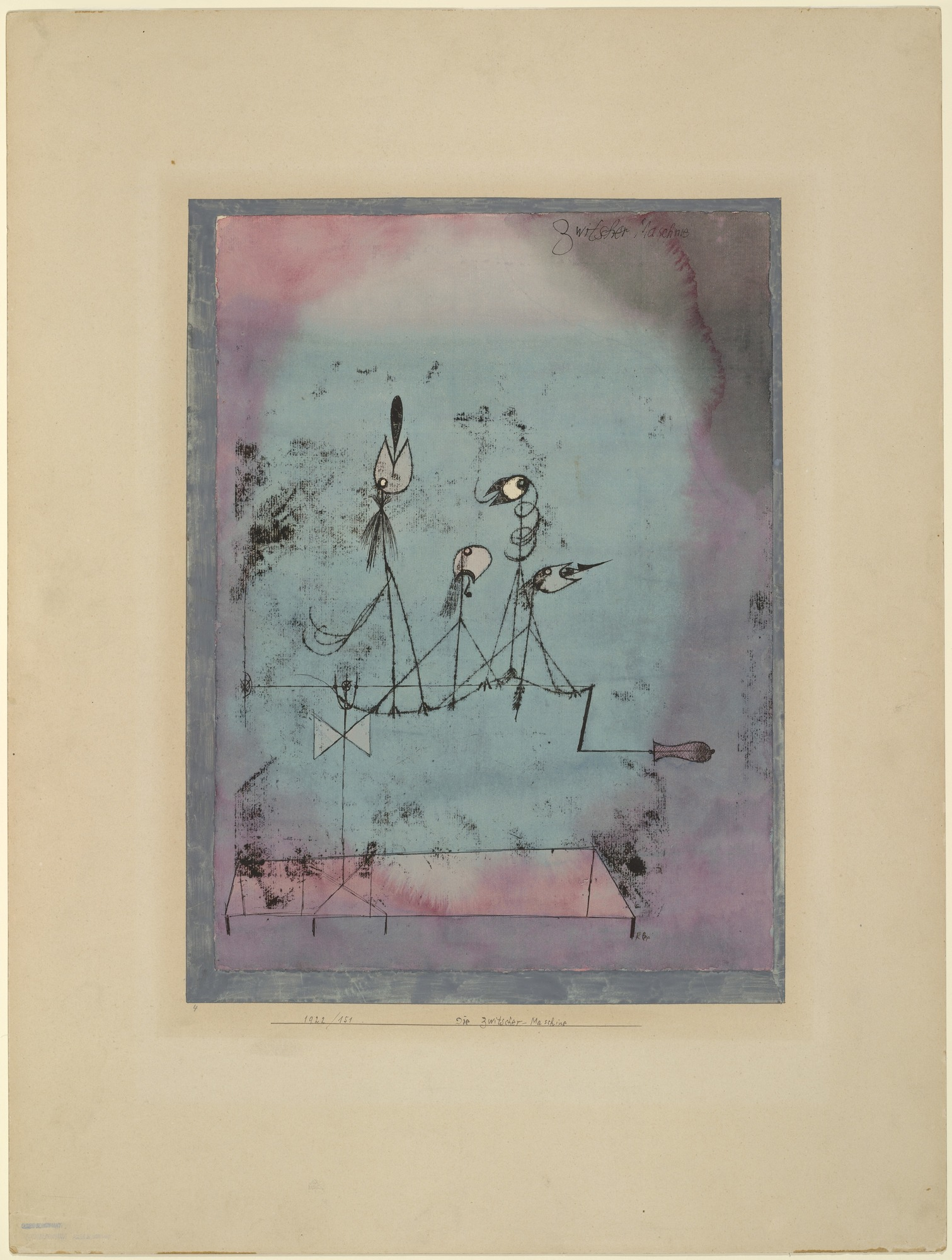
Paul Klee: Die Zwitscher-Maschine, 1922, im Februar 1939 vom Museum of Modern Art, New York, über Valentin erworben

Katalog zu einer Rodin-Ausstellung, 1950/51

Nach der Schulzeit war Valentin in der Galerie Kahnweiler in Paris tätig, anschließend in der Hamburger Galerie Commeter. Ab 1927 arbeitete er für die Galerie Alfred Flechtheims in Berlin, wo er Ausstellungen und die Kunstzeitschrift Omnibus mitgestaltete. Als Flechtheims Galerien im November 1933 wegen der Hetzparolen der Nationalsozialisten in Konkurs gingen und geschlossen wurden, fand Valentin 1934 eine Anstellung in der neu eröffneten Berliner Buchhandlung von Karl Buchholz (1901–1992), Leipziger Straße 119/120, wo er in der angeschlossenen Galerie erneut mit Kunst handeln konnte. Buchholz war einer der vier Galeristen neben Ferdinand Möller und Bernhard Böhmer in Berlin sowie Hildebrand Gurlitt in Hamburg, die im nationalsozialistischen Deutschland mit dem devisenbringenden Verkauf der beschlagnahmten Werke ins Ausland beauftragt wurden.
Da Valentin keinen Ariernachweis erbringen konnte – zu seinem Erstaunen hatte er vier jüdische  Großeltern, darunter Julius Stettenheim – emigrierte er mit Unterstützung von Buchholz nach New York, wo er am 18. März 1937 in der 3 West 46th Street The Buchholz Gallery – Curt Valentin mit Plastiken und Zeichnungen von Ernst Barlach, Georg Kolbe, Gerhard Marcks, Richard Scheibe und Renée Sintenis eröffnete. 1939 zog die Galerie in die 32 East 57th Street in Manhattan um.
Die Buchholz Gallery beziehungsweise Curt Valentin wurde als Mittelsmann vom Museum of Modern Art (MoMA) benutzt. Beispielsweise erwarb es im April 1939 fünf Kunstwerke aus einer nationalsozialistischen Kunstauktion in Luzern, darunter je ein Bild von André Derain, Ernst Ludwig Kirchner, Paul Klee und Henri Matisse. Um den Export der in Deutschland verfemten Kunst zu erleichtern, hatte er 1936 die schriftliche Erlaubnis der nationalsozialistischen Reichskammer der bildenden Künste erhalten, diese Werke in Amerika zu verkaufen.
1944 wurden die Kunstwerke der Galerie von den amerikanischen Behörden beschlagnahmt, da sie im Besitz eines „feindlichen Ausländers“ waren.
Im Jahr 1951 erhielt die Galerie seinen eigenen Namen, Curt Valentin Gallery. Sie handelte mit Werken bedeutender Künstler wie Alexander Calder, Marino Marini, Henry Moore und Auguste Rodin. Die Auswahl der Werke und Ausstellungen zeigte Valentins Vorliebe für Skulpturen. Er gab ebenfalls in limitierter Auflage einige Bücher mit Texten von Dichtern und Autoren, illustriert von zeitgenössischen Künstlern, heraus.
Curt Valentin starb 1954 in Italien, als er Marino Marini besuchte, an einem Herzinfarkt.
Die Galerie wurde 1955, ein Jahr nach seinem Tod, geschlossen und einige Werke auf der Parke-Bernet-Auktion im November des Jahres verkauft. Manche der von Valentin vertretenen Künstler sowie seine Assistentin Jane Wade schlossen sich der Otto Gerson Gallery an. Nach Gersons Tod 1962 firmierte die Galerie unter dem Namen Marlborough-Gerson Gallery.